# T. Veress Éva
T. Veress Éva (leánykori neve: Veress Éva; asszonyneve: Tóthfalussy Veress Éva, Nagyenyed, 1939. augusztus 20.) erdélyi magyar biológia–földrajz szakos tanár, egyetemi docens, Veress István lánya, Tóthfalussy Béla felesége.

## Életútja
Középiskolai tanulmányait Kolozsváron a 3-as sz. Leánylíceumban végezte 1956-ban. 1955–1956-ban délután működő sportiskolába is járt, magasugrásban ért el országos versenyeken is jó helyezést. A Bolyai Tudományegyetemen, ill. a BBTE-n tanult, biológia–földrajz szakán szerzett tanári oklevelet 1960-ban. 1961–76 között biológus ugyanott, az egyetem Biológia Karán; 1976-tól tudományos főkutató. 1995-től előadótanár (docens). Biofizikai és biokémiai előadásokat és gaykorlatokat tartott.  Közben vendégtanár volt a budapesti Orvostudományi Egyetemen és a Debreceni Egyetemen. 1973-ban a BBTE-n megszerezte a biológiatudományok doktora címet.

## Munkássága
Kutatási területei: biofizika (az ultrahang biológiai hatása, az alacsony hőmérsékletek biológiája), biokémia (transzportjelenségek), ökokertészet (ökológiai növényvédelem, allelopatia, stresszkutatás a biotermesztett növényeknél), tudománytörténet (biológia, orvostudomány, mezőgazdaság). 
Első szakcikkének megjelenése (1968) óta több mint 130 tudományos dolgozatot közölt hazai és külföldi szaklapokban, több mint 500 tudománynépszerűsítő cikket újságokban, folyóiratokban, rádióban, tévében: 1968-ban a Korunk 1971–92 között a Falvak Dolgozó Népe, 1972–73 között az Előre, 1991-től a Keresztény Szó, Vasárnap, Erdélyi Gazda, Erdélyi Örmény Gyökerek, Biokultúra, Kertészet–Szőlészet és a Kertbarátok Lapja hasábjain. Előadásait az ultrahang biológiai hatásáról 1970–71-ben a bukaresti TV magyar adása, az ökokertészkedésről 1991–92-ben a kolozsvári rádió sugározta.
1991-ben férjével együtt létrehozta a Bioklubot, majd 1992-ben a Kertbarátok Egyesületét, amelynek folyóiratát, a Kertbarátok Lapját szerkesztette; a Bioklubnak elnöke, az Egyesületnek vezetőségi tagja. Ezek keretében – édesapja nyomdokain haladva – úttörő szerepe volt a hazai ökogazdálkodás létrejöttében és fellendülésében.
Több szaklap szerkesztőbizottsági tagja (Erdélyi Gazda, Kertbarátok Lapja, Bioterra).

### Tudományos cikkei (válogatás)
- Veress Éva (2021): Az ökológiai kertészet elméletének és gyakorlatának oktatása, az Integrált Növényvédelmi Szemlélet (Integrated Pest Management, IPM) hajnalán, in: Növényorvosképzés Debrecenben, 2021, Debrecen, 196–212.
- Veress Éva, Kövics György (2021): Megemlékezés  Bartók Katalinról (1942–2021), in: Növényorvosképzés Debrecenben, 2021, Debrecen, 396-403,
- Veress Éva (2020-2021): Jégverés mint stresszhatás (distress) a biokertben / Hail as a distress factor in a biogarden, 25–26. Tiszántúli Növényvédelmi Fórum, 9th International Plant Protection Symposium at University of Debrecen, 2020–2021,  október 14–15., Debrecen
- Veress Éva (2014): Biokerti növénykondicionálás növényvédelmi szempontjai. 19. Tiszántúli Növényvédelmi Fórum, 2014. október 15–16., Debrecen, 6.
- Veress Éva (2012): Influence of drought on plants of ecological gardens and its consequences on plant health. 6. Nemzetközi Növényvédelmi Fórum, 2012. október 17–18., Debrecen. 12.
- Veress Éva (2011): A biológiai kiskert növényvédelmi problémái (2009–2011). 16. Tiszántúli Növényvédelmi Fórum, 2011. október 19–20., Debrecen
- Veress Éva (2010): A növények és kártevők közötti kölcsönhatások felhasználása a biokertben. 15. Tiszántúli Növényvédelmi Fórum, 2010. Agrártudományi Közlemények Acta Agraria Debreceniensis. Különszám, 2010 (39). 125–128.
- Veress István, Veress Éva (2007): Nagy Endre, a sokoldalú szakoktató. Közgazdász Fórum, 10 (11). 45–66.
- Veress Éva (2001): Ökológiai növényvédelmi eljárások. 6. Tiszántúli Növényvédelmi Fórum, 2001. november 6–8., Debrecen (37). 287–295.
- Veress Éva (2000): Allelopathy and its effects on plant association on plant protection. 2nd Int. Plant Protection Forum Debrecen, Hungary, 7–8 September 2000
- Éva Veress (1999): Ear and noise. Acoustic Review, Budapest Hungary (4). 42-47
- Éva Veress, Zsuzsa Sárközi, Alpár Vörös (1999): The first measurement for human speech-hearing sharpness. Acoustic Review, Budapest, Hungary (4): 54–56.
- Veress Éva (1999): Környezetkímélő növényvédelmi eljárások. 4. Tiszántúli Növényvédelmi Fórum (Géntechnológia a növényvédelemben), 1999. november 3–4., Debrecen. 36.
- Veress Éva, Vörös Alpár, Sárközi Zsuzsa (1999): Hőgyes Endre beszédhallásvizsgáló készüléke. Múzeumi Füzetek, új sorozat (8). 158–163.
- Éva Veress, M. P. Sebők, T. Suciu (1995): Az ultrahangkezelés hatása a cukorrépa néhány élettani mutatójára, valamint a termelés alakulására. Növénytermelés (Magyarország) 44 (1). 55–61.

### Kötetei
- Ultrahang a biológiában (Dacia Kiadó, Kolozsvár. 1973);
- Környezetvédelem és a mezőgazdaság (Ceres Kiadó, Bukarest, 1977);
- Ultrahangok a biológiában és az orvostudományban (társszerző Fodor Ferenc, Bukarest, 1985, románul is).
- Az én biokertem, Sárközy Péter Alapítvány a Biokultúráért, Piliscsaba, 2015 (Biogazda füzetek)
- Amikor egy élet legendává válik, Veress István emlékezete, Művelődés, Kolozsvár 2019; 365 o.
- A kincses város kertjei és boldog emberei, Művelődés, Kolozsvár 2020; 408 o.

### Szakmai egyesületek
- Erdélyi Múzeum Egyesület (Természettudományi és Agrártudományi szakosztály)
- Erdélyi Magyar Műszaki Társaság, Kolozsvár
- MTA Kolozsvári Akadémiai Bizottsága, Kolozsvár, Románia
- Sárközy Péter Alapítvány a Biokultúráért (2001-től, 2008-tól kuratóriumi tag) Budapest, Magyarország
- Magyar Biofizikai Társaság, Budapest, Magyarország
- Magyar Ultrahang Társaság, Budapest, Magyarország
- Regionális Környezetvédelmi Bizottság (1979–1989), Zajvédelmi albizottság elnöke (1986–1989), Kolozs megye, Kolozsvár, Románia
- Román Akadémia, Akusztikai Bizottság, Bukarest, Románia,
- Román Biofizikai Társaság, Bukarest Románia

## Díjai, kitüntetései
- Oklevél (1993), Biokultúra Egyesület, Budapest, Magyarország
- Emlékoklevél (2004), Romániai Biogazdálkodók Egyesülete BIOTERRA, Kolozsvár
- Érdemoklevél (2006), BIOTERRA, Kolozsvár
- Hűség oklevél (2007), BIOTERRA, Kolozsvár
- Sárközy Péter-emlékérem és -díj (2008), Sárközy Péter Alapítvány a Biokultúráért, Piliscsaba, Magyarország
- Oklevél (2013), Budapesti Corvinus Egyetem Nyárádszeredai Tagozata, Magyarország
- Magyar Arany Érdemkereszt (2014)[3]
- Kiválósági oklevél (2017), BIOTERRA, Kolozsvár
- Gr. Mikó Imre-emlékplakett (2018),  Erdélyi Múzeum-Egyesület
- Különdíj (2021), Kolozsvári Városszépítő Egylet